# Slapface
Slapface es una película estadounidense de 2021 escrita y dirigid por Jeremiah Kipp y producida por Mike Manning. Adaptada del cortometraje de Kipp del mismo nombre de 2017, contó con las actuaciones de August Maturo, Libe Barer, Dan Hedaya y Lukas Hassel.
Fue estrenada en el festival Cinequest el 20 de marzo de 2021, donde ganó el premio de la audiencia en la categoría de mejor película de terror, suspenso o ciencia ficción. Fue estrenada en los cines de Estados Unidos el 3 de febrero de 2022.

## Sinopsis
Tras la muerte de su madre, Lucas, un niño solitario que vive en una casa en ruinas con su hermano Tom, busca regularmente consuelo en los bosques cercanos, pues realmente tiene muy pocos amigos. Pero, tras un extraño encuentro con un monstruo, Lucas comienza a alejarse de los demás. Cuando ambos alcanzan una tímida confianza, nace una extraña amistad y Lucas se ve envuelto en una serie de extrañas situaciones.

## Reparto principal
- August Maturo es Lucas
- Mike Manning es Tom
- Libe Barer es Anna
- Mirabelle Lee es Moriah
- Bianca D'Ambrosio es Donna
- Chiara D'Ambrosio es Rose
- Lukas Hassel es el monstruo
- Dan Hedaya es John Thurston